# French Guiana International
Die French Guiana International sind offene internationale Meisterschaften von Französisch-Guayana im Badminton. Das Turnier wurde erstmals im Dezember 2023 ausgetragen und hatte den BWF-Status einer BWF Future Series.

## Die Sieger
| Saison | Herreneinzel      | Dameneinzel       | Herrendoppel                     | Damendoppel       | Mixed                     |
| ------ | ----------------- | ----------------- | -------------------------------- | ----------------- | ------------------------- |
| 2023   | Howard Shu        | Kate Ludik        | Sören Opti Mitchel Wongsodikromo | nicht ausgetragen | Peter Dirifo Elize Nijean |
| 2024   | nicht ausgetragen | nicht ausgetragen | nicht ausgetragen                | nicht ausgetragen | nicht ausgetragen         |